# Línea N17 (EMT Madrid)
La línea N17 de la empresa municipal de autobuses de Madrid es una línea nocturna que conecta la Plaza de Cibeles con Carabanchel Alto. Su recorrido es similar al de las líneas diurnas 55 (entre Atocha y Oporto) y 35 (entre Oporto y Carabanchel Alto).

## Características
La línea, al igual que todas las líneas nocturnas de Madrid de la red de búhos, empieza su camino en la plaza de Cibeles y sus horarios de salida de la misma coinciden con los de otras líneas para permitir el transbordo. Esta línea circula hasta Carabanchel Alto. 
Desde el 30 de septiembre de 2013 deja de pasar por la Calle Toledo (en ambos sentidos), y las plazas de Jacinto Benavente o la Puerta del Sol (sentido Carabanchel Alto y Cibeles, respectivamente), haciéndolo desde ese momento, en ambos sentidos, por Ronda de Atocha, Embajadores, Santa María de la Cabeza, Plaza Elíptica y la Avenida de Oporto, en donde se incorpora a su ruta habitual.

## Horarios
| Domingos a jueves y festivos           |                            |                            |                            |                            |                            |                            |                            |                            |                            |                            |                            |                            |                            |                            |                            |
| Cibeles > Carabanchel Alto             | Cibeles > Carabanchel Alto | Cibeles > Carabanchel Alto | Cibeles > Carabanchel Alto | Cibeles > Carabanchel Alto | Cibeles > Carabanchel Alto | Cibeles > Carabanchel Alto | Cibeles > Carabanchel Alto | Carabanchel Alto > Cibeles | Carabanchel Alto > Cibeles | Carabanchel Alto > Cibeles | Carabanchel Alto > Cibeles | Carabanchel Alto > Cibeles | Carabanchel Alto > Cibeles | Carabanchel Alto > Cibeles | Carabanchel Alto > Cibeles |
| 00                                     | 01                         | 02                         | 03                         | 04                         | 05                         | 06                         | 07                         | 23                         | 00                         | 01                         | 02                         | 03                         | 04                         | 05                         | 06                         |
| 00 35                                  | 10 45                      | 20 55                      | 30                         | 05 40                      | 15                         |                            |                            | 40                         | 15 50                      | 25                         | 00 35                      | 10 45                      | 20                         | 00 45                      |                            |
| Viernes, sábados y vísperas de festivo |                            |                            |                            |                            |                            |                            |                            |                            |                            |                            |                            |                            |                            |                            |                            |
| Cibeles > Carabanchel Alto             | Cibeles > Carabanchel Alto | Cibeles > Carabanchel Alto | Cibeles > Carabanchel Alto | Cibeles > Carabanchel Alto | Cibeles > Carabanchel Alto | Cibeles > Carabanchel Alto | Cibeles > Carabanchel Alto | Carabanchel Alto > Cibeles | Carabanchel Alto > Cibeles | Carabanchel Alto > Cibeles | Carabanchel Alto > Cibeles | Carabanchel Alto > Cibeles | Carabanchel Alto > Cibeles | Carabanchel Alto > Cibeles | Carabanchel Alto > Cibeles |
| 00                                     | 01                         | 02                         | 03                         | 04                         | 05                         | 06                         | 07                         | 23                         | 00                         | 01                         | 02                         | 03                         | 04                         | 05                         | 06                         |
| 00 20 40                               | 00 15 30 45                | 00 15 30 45                | 00 15 30 45                | 00 15 30 45                | 00 20 45                   | 15                         | 00                         | 30 55                      | 20 40                      | 00 15 30 45                | 00 15 30 45                | 00 15 30 45                | 00 15 30 50                | 10 30 50                   | 15                         |
| Sólo sábados y vísperas de festivo     |                            |                            |                            |                            |                            |                            |                            |                            |                            |                            |                            |                            |                            |                            |                            |

## Recorrido y paradas

### Sentido Carabanchel Alto
| Código | Parada                                   | Común con                          | Conexiones con Metro y Cercanías | Otros |
| ------ | ---------------------------------------- | ---------------------------------- | -------------------------------- | --- |
| 69     | CIBELES                                  | N16 N18 N19                        | Banco de España                  | Líneas N1, N2, N3, N4, N5, N6, N7, N8, N9, N10, N11, N12, N13, N14, N15, N16, N17, N18, N19, N20, N21, N22, N23, N24, N25, N26 y Exprés Aeropuerto (N27) |
| 77     | Neptuno                                  | N9 N10 N11 N12 N13 N14 N15 N25 N26 |                                  | |
| 79     | Museo del Prado-Jardín Botánico          | N9 N10 N11 N12 N13 N14 N15 N25 N26 |                                  | |
| 81     | Prado-Atocha                             | N9 N10 N11 N12 N13 N14 N15 N25 N26 | Estación del Arte                | |
| 83     | Reina Sofía                              | N12 N15 NC1                        |                                  | NC2 |
| 84     | Teatro Circo Price                       | N12 N15 NC1                        |                                  | NC2 |
| 2591   | Embajadores                              |                                    | Embajadores                      | NC1 NC2 |
| 2818   | Embajadores-Santa María de la Cabeza     |                                    |                                  | |
| 5623   | Santa María de la Cabeza-Puente de Praga | 463 N801 N805 N806 N807            |                                  | |
| 2536   | Santa María de la Cabeza-Parque Bomberos |                                    |                                  | |
| 2538   | Puente de los Capuchinos                 | 463 N801 N805 N806 N807            |                                  | |
| 2540   | Santa María de la Cabeza-Zújar           |                                    |                                  | |
| 3135   | Plaza Elíptica                           |                                    | Plaza Elíptica                   | |
| 2966   | La Vía-Plaza Elíptica                    |                                    |                                  | |
| 4587   | Opañel                                   |                                    | Opañel                           | |
| 5549   | Camino Viejo Leganés-Valle del Oro       |                                    |                                  | |
| 5550   | Oporto                                   |                                    | Oporto                           | N16 N26 |
| 4670   | Puerta Bonita                            |                                    |                                  | |
| 341    | Plaza Vista Alegre                       |                                    |                                  | |
| 343    | General Ricardos-Marcelino Camacho       |                                    |                                  | |
| 4846   | Marcelino Camacho-Laguna                 |                                    |                                  | |
| 4528   | Carabanchel-Hospital Militar             | N26                                | Carabanchel                      | |
| 1151   | Guabairo                                 | N26                                |                                  | |
| 1152   | Polideportivo La Mina                    |                                    |                                  | |
| 1154   | Codorniz                                 |                                    |                                  | |
| 1156   | Eugenia de Montijo-Fátima                |                                    |                                  | |
| 379    | Plaza del Parterre                       |                                    |                                  | |
| 4019   | Metro Carabanchel Alto                   |                                    | Carabanchel Alto                 | |
| 1158   | Avenida Carabanchel Alto-Gómez Arteche   |                                    |                                  | |
| 1159   | Alfredo Aleix-Centro Integrado           |                                    |                                  | |
| 1160   | Alfredo Aleix-Gómez Arteche              |                                    |                                  | |
| 1161   | Piqueñas-Jacobo                          |                                    |                                  | |
| 3632   | Jacobeo-Pinar de San José                |                                    |                                  | |
| 640    | La Peseta-Pinar de San José              |                                    |                                  | |
| 3860   | Metro La Peseta                          |                                    | La Peseta                        | |
| 562    | CARABANCHEL ALTO                         |                                    | La Peseta                        | N16 |

### Sentido Plaza de Cibeles
| Código | Parada                                   | Común con                          | Conexiones con Metro y Cercanías | Otros |
| ------ | ---------------------------------------- | ---------------------------------- | -------------------------------- | --- |
| 562    | CARABANCHEL ALTO                         |                                    | La Peseta                        | N16 |
| 3859   | Metro La Peseta                          |                                    | La Peseta                        | |
| 687    | La Peseta-Pinar de San José              |                                    |                                  | |
| 3633   | Jacobeo-Pinar de San José                |                                    |                                  | |
| 3631   | Casatejada                               |                                    |                                  | |
| 1162   | Carabanchel Alto                         |                                    |                                  | |
| 1164   | Gómez Arteche-Alzina                     |                                    |                                  | |
| 1165   | Avenida Carabanchel Alto-Gómez Arteche   |                                    |                                  | |
| 4020   | Metro Carabanchel Alto                   |                                    | Carabanchel Alto                 | |
| 378    | Plaza del Parterre                       |                                    |                                  | |
| 1157   | Eugenia de Montijo-Fátima                |                                    |                                  | |
| 1155   | Codorniz                                 |                                    |                                  | |
| 1153   | Polideportivo La Mina                    |                                    |                                  | |
| 589    | Guabairo                                 | N26                                |                                  | |
| 1150   | Marcelino Camacho-Fátima                 |                                    | Carabanchel                      | |
| 1149   | General Ricardos-Marcelino Camacho       |                                    |                                  | |
| 342    | Plaza Vista Alegre                       |                                    |                                  | |
| 4671   | Puerta Bonita                            |                                    |                                  | |
| 5601   | Oporto                                   | N16                                | Oporto                           | N16 N26 |
| 2471   | Avenida de Oporto-Camino Viejo Leganés   |                                    |                                  | |
| 2472   | Opañel                                   |                                    | Opañel                           | |
| 5051   | Plaza Elíptica                           |                                    | Plaza Elíptica                   | |
| 2543   | Plaza Elíptica-Santa María de la Cabeza  | 463 N801 N805 N806 N807            |                                  | |
| 2541   | Santa María de la Cabeza-Zújar           |                                    |                                  | |
| 2539   | Puente de los Capuchinos                 | 463 N801 N805 N806 N807            |                                  | |
| 2537   | Santa María de la Cabeza-Parque Bomberos |                                    |                                  | |
| 2535   | Santa María de la Cabeza-Puente Praga    | 463 N801 N805 N806 N807            |                                  | |
| 5335   | Santa María de la Cabeza-Cáceres         |                                    |                                  | |
| 2819   | Embajadores-Santa María de la Cabeza     |                                    |                                  | |
| 2592   | Embajadores                              |                                    | Embajadores                      | NC1 NC2 |
| 85     | Teatro Circo Price                       | N12 N15 NC2                        |                                  | NC1 |
| 4985   | Reina Sofía                              | N12 N15 NC2                        |                                  | NC1 |
| 82     | Prado-Atocha                             | N9 N10 N11 N12 N13 N14 N15 N25 N26 | Estación del Arte                | |
| 5511   | Museo del Prado-Jardín Botánico          | N9 N10 N11 N12 N13 N14 N15 N25 N26 |                                  | |
| 78     | Neptuno                                  | N9 N10 N11 N12 N13 N14 N15 N25 N26 |                                  | |
| 69     | CIBELES                                  | N16 N18 N19                        | Banco de España                  | Líneas N1, N2, N3, N4, N5, N6, N7, N8, N9, N10, N11, N12, N13, N14, N15, N16, N17, N18, N19, N20, N21, N22, N23, N24, N25, N26 y Exprés Aeropuerto (N27) |